# L.A. Tenorio
Pour les articles homonymes, voir Tenorio.
Lewis Alfred V. « L.A. » Tenorio, né le 9 juillet 1984, à Nasugbu, aux Philippines, est un joueur philippin de basket-ball. Il évolue au poste de meneur.

## Palmarès
- Finaliste du championnat d'Asie 2013
- 3e de la Coupe FIBA Asie 2014
- Vainqueur de la Coupe William Jones 2012
- All-Star 2009, 2011, 2012 de la Philippine Basketball Association